# Eileen Atkins
Dama Eileen June Atkins, DBE, (Clapton, Londres, 16 de juny de 1934) és una actriu de teatre, cinema i televisió anglesa.
Llicenciada a la Guildhall School of Music and Drama, ha rebut diversos reconeixements en l'àmbit teatral, entre els quals el Premi Laurence Olivier en la categoria de millor actriu de repartiment per Cymbeline, The Winter's Tale i Mountain Language, estrenades en el Royal National Theatre l'any 1988, i a la millor actriu pel seu paper en l'obra An Unexpected Man el 1999, i el seu rol en l'obra Honour el 2004; així com altres quatre nominacions al mateix guardó en diverses categories el 1978, 1981, 1992 i 1997. Addicionalment, ha rebut quatre nominacions al Premi Tony el 1967, 1972, 1995 i 2004.
En televisió, va rebre un Premi Emmy a la millor actriu de repartiment en minisèrie o telefilm per Cranford el 2008, el paper del qual també li va permetre rebre un Premi BAFTA TV a la millor actriu de televisió el mateix any i una nominació al Globus d'Or a la millor actriu de repartiment de sèrie, minisèrie o telefilm.

## Cinema
| Any  | Títol                                   | Paper                | Notes                                          |
| ---- | --------------------------------------- | -------------------- | ---------------------------------------------- |
| 1966 | Major Barbara                           | Barbara              | Telefilm                                       |
| 1968 | Inadmissible Evidence                   | Shirley              |                                                |
| 1974 | The Lady from the Sea                   | Ellida Wangel        | Telefilm                                       |
| 1975 | Sharon's Baby                           | Sister Albana        |                                                |
| 1977 | Equus                                   | Hester Saloman       |                                                |
| 1983 | Nelly's Version                         | Nelly                | Telefilm                                       |
| 1983 | The Dresser                             | Madge                | Nominada − BAFTA a la millor actriu secundària |
| 1991 | A Room of One's Own                     | Virginia Woolf       | Telefilm                                       |
| 1991 | Let Him Have It                         | Lilian Bentley       |                                                |
| 1991 | The Lost Language of Cranes             | Rose Benjamin        | Telefilm                                       |
| 1994 | Llop (Wolf)                             | Mary                 |                                                |
| 1995 | Cold Comfort Farm                       | Judith Starkadder    | Telefilm                                       |
| 1995 | En Jack i la Sarah (Jack and Sarah)     | Phil                 |                                                |
| 1998 | Els venjadors                           | Alice                |                                                |
| 1999 | Women Talking Dirty                     | Emily Boyle          |                                                |
| 2001 | Gosford Park                            | Mrs. Croft           |                                                |
| 2001 | Wit                                     | Evelyn Ashford       | Telefilm                                       |
| 2002 | Bertie and Elizabeth                    | Reina Mary           | Telefilm                                       |
| 2002 | The Hours                               | Barbara              |                                                |
| 2003 | Cold Mountain                           | Maddy                |                                                |
| 2003 | Un somni per a ella (What a Girl Wants) | Jocelyn Dashwood     |                                                |
| 2004 | Vanity Fair                             | Miss Matilda Crawley |                                                |
| 2004 | The Queen of Sheba's Pearls             | matrona              |                                                |
| 2005 | The Feast of the Goat                   | Tieta Adelina        |                                                |
| 2006 | Ask the Dust                            | Mrs. Hargraves       |                                                |
| 2006 | Scenes of a Sexual Nature               | Iris                 |                                                |
| 2007 | Evening                                 | Infermera de nit     |                                                |
| 2008 | Mai és tard per enamorar-se             | Maggie               |                                                |
| 2010 | Robin Hood                              | Eleanor d'Aquitaine  |                                                |
| 2010 | Wild Target                             | Louisa Maynard       |                                                |
| 2012 | The Scapegoat                           | Lady Spence          |                                                |
| 2013 | Beautiful Creatures                     | Gramma               |                                                |
| 2014 | Magic in the Moonlight                  | Vanessa              |                                                |
| 2017 | Paddington 2                            | madame Kozlova       |                                                |

## Televisió
| Any       | Títol                        | Paper                | Notes |
| --------- | ---------------------------- | -------------------- | --- |
| 1959      | Hilda Lessways               | Maggie Clayhanger    | 6 episodis |
| 1960      | An Age of Kings              | Attendant Lady       | Episodi: "Richard II Part 2 – The Deposing of a King" |
| 1960      | An Age of Kings              | Joan la Pucelle      | Episodi: "Henry VI Part 1 – The Red Rose and the White" |
| 1965      | Knock on Any Door            | Ruth                 | Episodi: "Close Temporada" |
| 1970      | Solo                         | Mary Kingsley        | Episodi: "Eileen Atkins as Mary Kingsley" |
| 1975      | Affairs of the Heart         | Kate Cookman         | Episodi: "Kate" |
| 1982      | Smiley's People              | Madame Ostrakova     | 4 episodis |
| 1997      | A Dance to the Music of Time | Brightman            | Episodi: "Post War" |
| 1998      | Talking Heads 2              | Celia                | Episodi: "The Hand of God" |
| 2007      | Cranford                     | Miss Deborah Jenkyns | 2 episodis BAFTA a la millor actriu Primetime Emmy a la millor actriu secundària en minisèrie o telefilm Nominada − Globus d'Or a la millor actriu secundària en sèrie, minisèrie o telefilm |
| 2007      | Agatha Christie's Marple     | Lady Tressilian      | Episodi: "Towards Zero" |
| 2009–2011 | Psychoville                  | Edwina Kenchington   | 8 episodis |
| 2010      | Upstairs Downstairs          | Maud, Lady Holland   | 3 episodis Nominada − Primetime Emmy a la millor actriu secundària en minisèrie o telefilm                                                                                                   |
| 2010      | Agatha Christie's Poirot     | Princesa Dragomiroff | Episodi: "Murder on the Orient Express" |
| 2011–2013 | El doctor Martin             | Ruth Ellingham       | 15 episodis |
| 2014      | This is Jinsy                | Miss Penny           | Episodi: "Penny's Pendant" |